# La Servitude
Les stances de La Servitude sont un poème de Tristan L'Hermite publié dans le recueil des Vers héroïques en 1648.

## Présentation

### Contexte
Le poème de Tristan L'Hermite fait l'éloge de la duchesse de Chaulnes, dont il était devenu « chevalier d'honneur : Claire-Charlotte d'Ailly, comtesse de Chaulnes, dame de Picquigny, de Rayneval et de Magny, avait épousé Honoré d'Albert, frère du duc de Luynes, devenu ainsi duc de Chaulnes ».
La protection de la duchesse ne dure que quelques mois, en 1645. Tristan passe au service du duc de Guise.

### Publication
Les stances sont publiées dans le recueil des Vers héroïques, en 1648. La Servitude est reprise dans le recueil posthume des Poésies galantes et héroïques de 1662.

### Stances
Le poème s'ouvre, non sur l'éloge de la duchesse de Chaulnes, mais sur une invocation à la nuit :
| Nuit fraîche, sombre et solitaire, Sainte dépositaire De tous les grands secrets, ou de guerre, ou d'amour ; Nuit mère du repos et nourrice des veilles Qui produisent tant de merveilles, Donne-moi des conseils qui soient dignes du jour. | Mais quel conseil pourrais-je prendre, Fors celui de me rendre Où je vois le fléau de ma tête pendant ? Où s'imposent les lois d'une haute puissance Qui fait voir avec insolence À mes faibles destins son superbe ascendant ? | Je vois que Gaston m'abandonne, Cette digne personne Dont j'espérais tirer ma gloire et mon support, Cette divinité que j'ai toujours suivie, Pour qui j'ai hasardé ma vie Et pour qui même encor je voudrais être mort. |

## Postérité

### Éditions nouvelles
En 1909, Adolphe van Bever inclut La Servitude dans la collection « Les plus belles pages » pour le Mercure de France. En 1925, Pierre Camo publie une sélection de poèmes des Vers héroïques, dont La Servitude. En 1960, Amédée Carriat reprend une partie du poème dans son Choix de pages. En 1962, Philip Wadsworth retient le poème intégralement dans son choix de Poésies de Tristan pour Pierre Seghers.

### Analyse
Antoine Adam considère que « le début de La Servitude, avec son invocation à la nuit, est d'un ton exceptionnel à cette époque ». Jean Tortel cite également cette première stance, dont les vers « sont de grandes vagues heureuses poussées par une main inconnue, mais qui viennent battre nos rivages. Le poète s'y déploie, il nage loin dans la mer ; à aucun moment il ne s'effare. Il ne coule pas. Il n'appelle pas. S'il perd pied, on ne s'en aperçoit pas, tant le mouvement est aisé et totale la certitude de retrouver la terre ».

### Éditions modernes

#### Œuvres complètes
- Jean-Pierre Chauveau et al., Tristan L'Hermite, Œuvres complètes (tome III) : Poésie II, Paris, Honoré Champion, coll. « Sources classiques » (no 42), 2002, 736 p. (ISBN 978-2-745-30607-4)

#### Anthologies
- Pierre Camo (préface et notes), Les Amours et autres poésies choisies, Paris, Garnier Frères, 1925, XXVII-311 p.
- Amédée Carriat (présentation et annotations), Tristan L'Hermite : Choix de pages, Limoges, Éditions Rougerie, 1960, 264 p.
- Adolphe van Bever (notice et appendices), Tristan L'Hermite, Paris, Mercure de France, coll. « Les plus belles pages », 1909, 320 p. (lire en ligne)
- Philip Wadsworth (présentation et notes), Tristan L'Hermite : Poésies, Paris, Pierre Seghers, 1962, 150 p.

### Ouvrages cités
- Antoine Adam, Histoire de la littérature française au XVIIe siècle — Tome II : L'époque de Pascal, l'apogée du siècle, Paris, Éditions Albin Michel, 1997 (1re éd. 1956), 845 p. (ISBN 2-226-08922-5)
- Napoléon-Maurice Bernardin, Un Précurseur de Racine : Tristan L'Hermite, sieur du Solier (1601-1655), sa famille, sa vie, ses œuvres, Paris, Alphonse Picard, 1895, XI-632 p.
- Amédée Carriat, Tristan, ou L'éloge d'un poète, Limoges, Éditions Rougerie, 1955, 146 p.
- Collectif et Jean Tortel (éd.), Le préclassicisme français, Paris, Les Cahiers du Sud, 1952, 374 p.
Jean Tortel, Quelques constantes du lyrisme préclassique, p. 123-161